# Iglesia de la Asunción (Albaida)
La iglesia parroquial de la Asunción es un templo católico situado en la plaza del Pintor Segrelles, 14, en el municipio de Albaida. Es Bien de Relevancia Local con identificador número 46.24.006-008.

## Historia
La parroquia fue erigida en el siglo XIII. El edificio fue construido entre 1592 y 1621 en estilo gótico valenciano, sustituyendo a la vieja iglesia de Nuestra Señora de la Asunción, construida en el siglo XIII. Fue restaurado en 1830.

## Descripción
La iglesia consta de una única nave, con capillas entre los contrafuertes. La fachada destaca por su sencillez y sus dos portaladas renacentistas. El esbelto campanario de planta cuadrada se utilizó como torre de vigilancia hasta que a mediados del siglo XIX le fue añadido un remate.
En el interior, en las capillas, se encuentran esculturas neobarrocas de Gallarza, la cama imperial de Nuestra Señora de Agosto (del siglo XVII) y la pila bautismal de mármol (del siglo XVIII). En el altar mayor (del siglo XVII) hay un conjunto de óleos de Josep Segrelles. También de Segrelles son las pinturas de escenas religiosas de Albaida que hay entre los arcos de las capillas y la cornisa de la nave, así como los lienzos de la capilla Real de la Comunión, edificio adyacente del siglo XIX. La sacristía conserva varios lujosos ornamentos de los siglos XV al XX, destacando la Verdadera Cruz, un relicario de platería gótica, posiblemente del siglo XV.

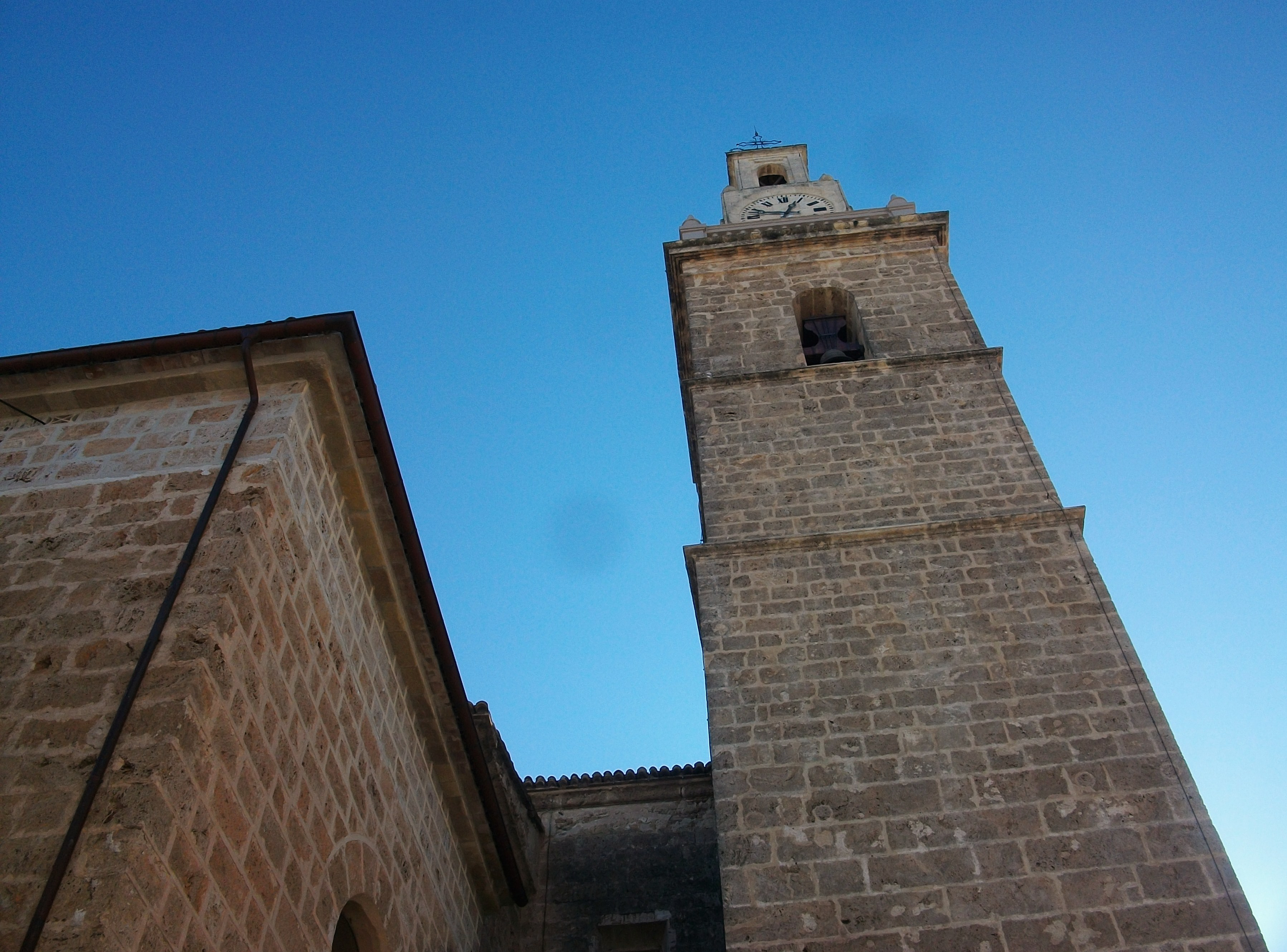
Campanario
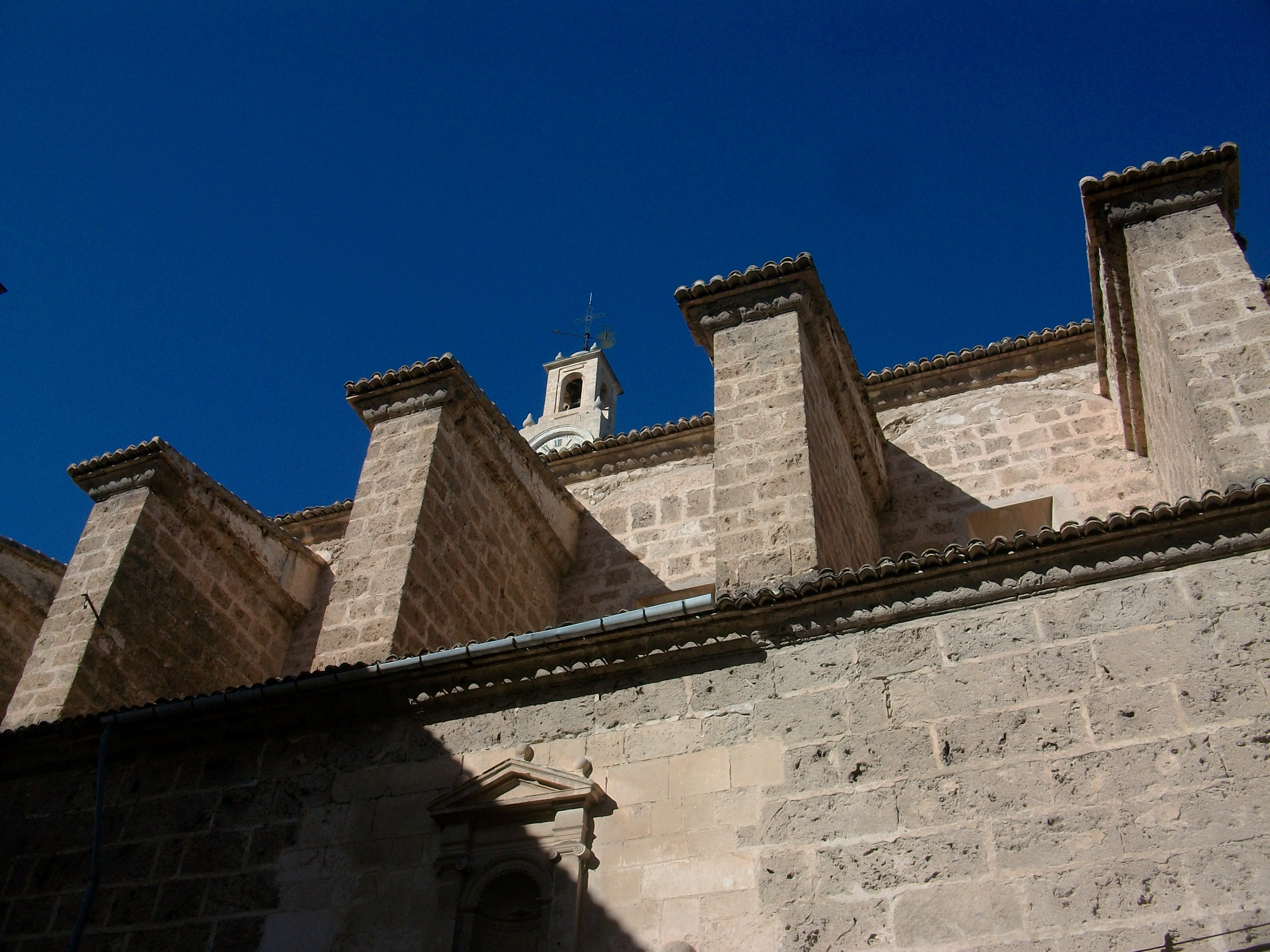
Contrafuertes
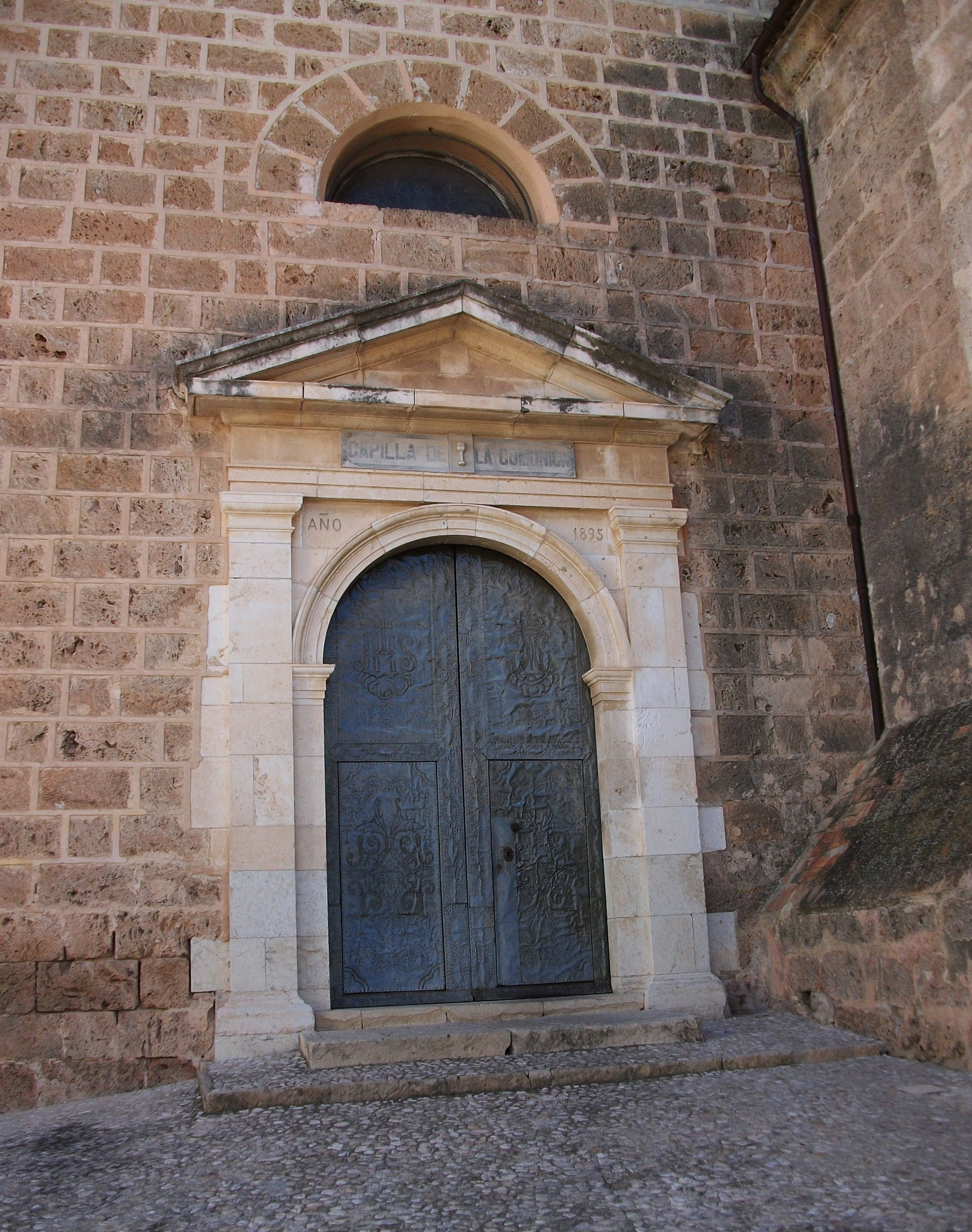
Portada de la capilla de la Real Comunión
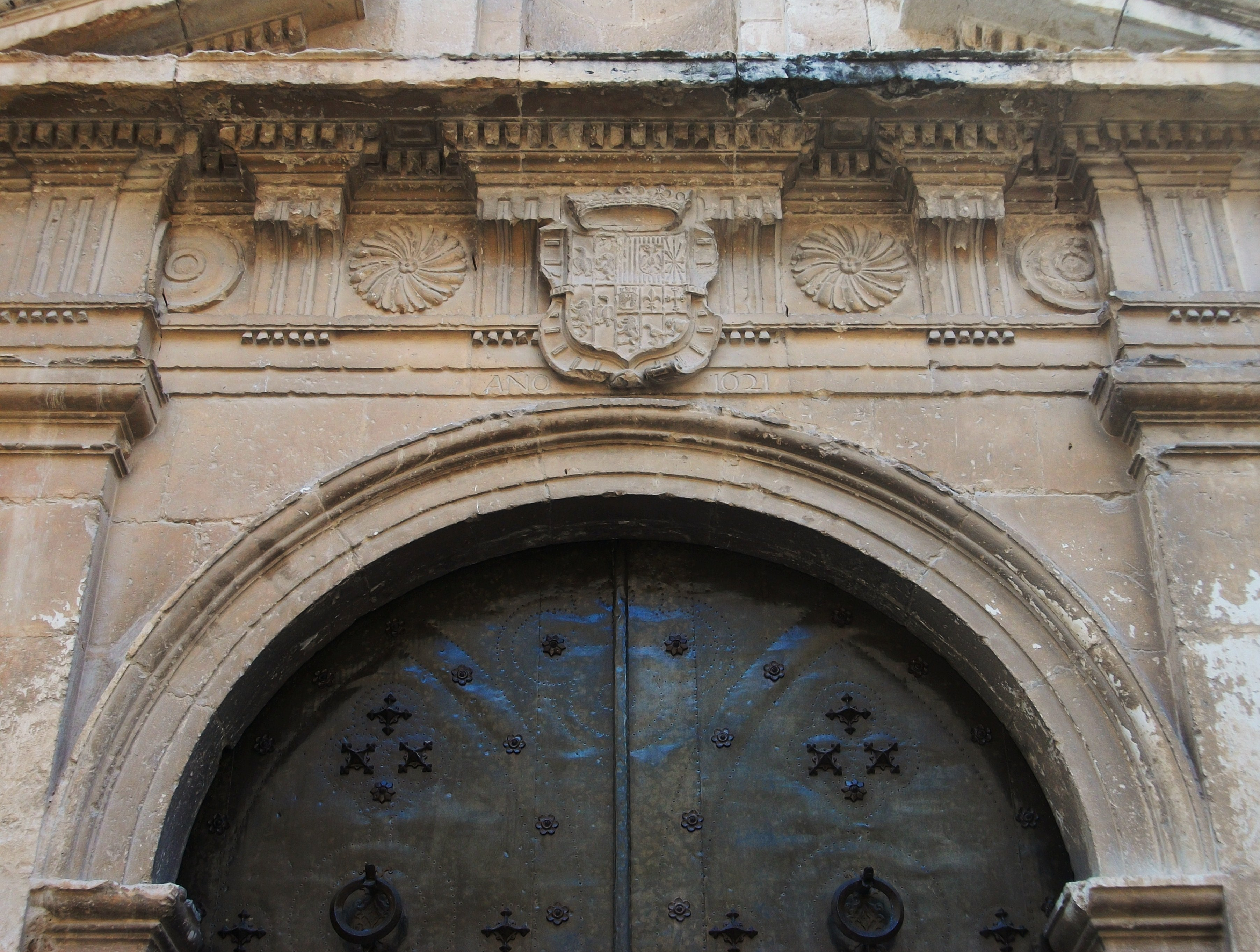
Portada lateral
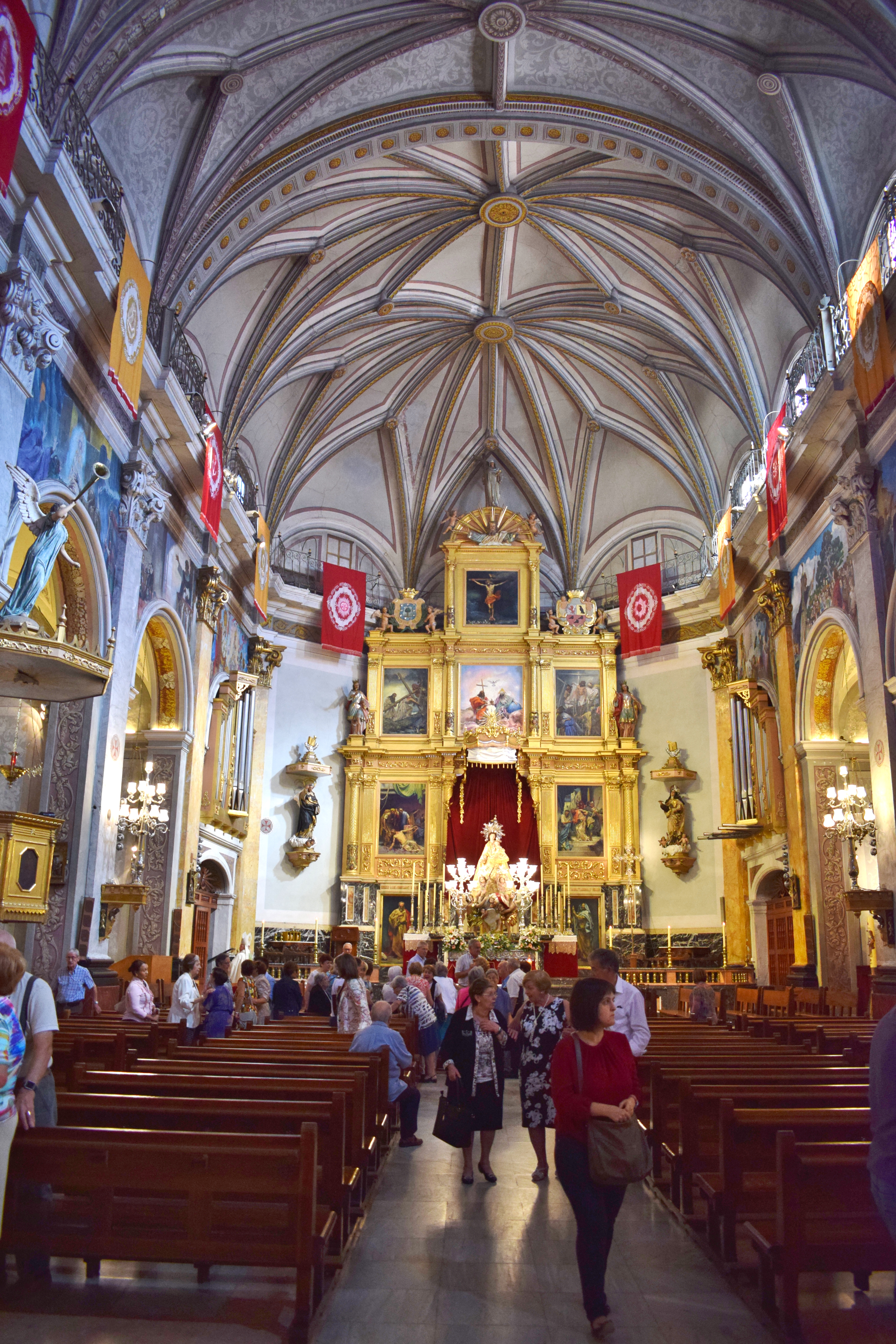
Interior de la iglesia